# Црква Светих апостола Петра и Павла у Црноклишту
Црква Светих апостола Петра и Павла у Црноклишту, насељеном месту на територији града Пирота, православни је храм који припада Епархији нишкој Српске православне цркве.
Црква посвећена Светим апостолима Петру и Павлу потиче највероватније са почетка 17. века. По причи мештана обнављан је више пута. Године 2014. обновљен је последњи пут, када је на старим темељима саграђена и нова припрата, што је цркви вратило првобитан изглед. На унутрашњим зидовима храма назире се стари фрескопис, док су зидови припрате изглетовани и окречени. После више година обновљен је и богослужбени живот при овом храму.
Иза црквице се налази стари камени крст. Тешко читљиви натпис на њему показује 1830. годину.